# Sebastian Jørgensen
Sebastian Jørgensen (født 8. Juni 2000) er en dansk fodboldspiller som spiller for AGF som midtbane. Sebastian Jørgensen skiftede til AGF fra Malmø FF den 14. juli 2025 på en lejeaftale med forkøbsret.
Sebastian Jørgensen trænede fra foråret 2018 lejlighedsvist med førsteholdstruppen, og han fik sin debut på SIF’s bedste hold i pokalkampen mod Holstebro 8. august 2018, hvor han var med i hele kampen. SIF vandt førsterunde-kampen 4-0, og Sebastian Jørgensen scorede målet til 4-0.

Sebastian Jørgensen havde sit helt store gennembrud i Superligasæsonen 21-22, hvor han indgik i den målfarlige VHS trio (Nicolai Vallys.Nicklas Helenius og Sebastian Jørgensen).[kilde mangler] Silkeborg kom som oprykkere og sikrede sig sensasionelt bronzemedaljer.